# Algímia d'Almonesir
Algímia d'Almonesir (en castellà i oficialment Algimia de Almonacid, i en la parla xurra, L'Algimia d'Almonecir) és un municipi del País Valencià de la comarca de l'Alt Palància. Limita amb Aín, l'Alcúdia de Veo, Almedíxer, Gaibiel, Matet i la Vall d'Almonesir.

## Geografia
El terme municipal d'Algímia d'Almonesir és molt escabrós, i en ell es troben les majors altures de la Serra d'Espadà, com són el pic de la Ràpita (1.106 msnm) i el Pic d'Espadà (1.083 msnm).
La manera més senzilla d'arribar-hi és a través de l'autopista A-23 o Autovia Mudèjar, de Sagunt a Somport fins a arribar a l'altura de Sogorb, a on s'enllaça amb la carretera CV-215. El poble està a una distància de 72 km de la ciutat de València i 47 km de Castelló de la Plana.

## Història
No hi ha la confirmació de l'existència d'un assentament romà en el terme d'Algímia d'Almonesir, si bé l'existència d'una inscripció romana en el camí que unix esta localitat amb l'Alcúdia de Veo pareix indicar la possibilitat del dit assentament.
L'actual població és d'origen musulmà i fon reconquistada per Jaume el Conqueridor en 1238, qui la va donar el 22 de maig del mateix any a Berenguer de Palou II, bisbe de Barcelona. Més avant, la possessió va arribar a les mans de Sancha Ferrandis, com a successora del primer amo de la localitat, qui es va casar amb Jaime Pérez, fill de Pere IV, per al qual havia creat el senyoriu de Sogorb, de manera que els dos senyorius van quedar units. Eixa unió va durar fins a 1430, ja que Alfons V es va annexar les possessions de Fadrique, comte de Lluna, a causa de la seua traïció en la guerra que havia mantingut contra Castella. En 1437, el rei va vendre el castell d'Almonesir a Vidal de Castellà.
Després de diverses herències, el castell d'Almonesir va recaure en mans de la casa ducal de Cardona, que estava unida al ducat de Sogorb des de 1562. Encara que este fet fou efímer, ja que el 8 de maig de 1581 va ser venuda al senyor Dionisio de Reus, qui la va cedir a la comtessa d'Aranda.
Però sens dubte, el moment més important de la història de la localitat va ser la Revolta d'Espadà de l'any 1610. Estes violentes lluites foren provocades amb motiu l'orde d'expulsió dels moriscos decretada per la corona. Després d'estes expulsions, la localitat va ser repoblada per Pedro d'Urrea amb famílies cristianes procedents de Navarra i la Pobla d'Arenós.

## Economia
L'economia d'Algímia s'ha basat tradicionalment en l'agricultura i l'apicultura. La seua producció agrícola consistix, fonamentalment, en productes de secà, com ara olives, garrofes i ametles. Hi ha indústries artesanals que treballen la fusta de lledoner (objectes de decoració, records, apers de cultiu). Les festes patronals se celebren en honor del Santíssim Crist de la Set a finals del mes d'agost.

## Demografia
| 1900  | 1910  | 1920  | 1930  | 1940 | 1950 | 1960 | 1970 | 1981 | 1991 | 2000 | 2005 | 2007 |
| ----- | ----- | ----- | ----- | ---- | ---- | ---- | ---- | ---- | ---- | ---- | ---- | ---- |
| 1.191 | 1.196 | 1.022 | 1.009 | 850  | 835  | 665  | 537  | 418  | 318  | 278  | 282  | 303  |

## Alcaldia
Des de 2003 l'alcalde d'Algímia d'Almonesir és Rafael Eduardo González Molina del Partit Popular (PP).
| Període                       | Alcalde o alcaldessa           | Partit polític | Data de possessió | Observacions |
| ----------------------------- | ------------------------------ | -------------- | ----------------- | ------------ |
| 1979–1983                     | José María Blay Pérez          | UCD            | 19/04/1979        | --           |
| 1983–1987                     | Manuel Sebastián Granell       | PSPV-PSOE      | 28/05/1983        | --           |
| 1987–1991                     | Manuel Sebastián Granell       | PSPV-PSOE      | 30/06/1987        | --           |
| 1991–1995                     | Manuel Sebastián Granell       | PSPV-PSOE      | 15/06/1991        | --           |
| 1995–1999                     | Manuel Sebastián Granell       | PSPV-PSOE      | 17/06/1995        | --           |
| 1999–2003                     | Salvador Campos Nogueras       | PSPV-PSOE      | 03/07/1999        | --           |
| 2003–2007                     | Rafael Eduardo González Molina | PP             | 14/06/2003        | --           |
| 2007–2011                     | Rafael Eduardo González Molina | PP             | 16/06/2007        | --           |
| 2011–2015                     | Rafael Eduardo González Molina | PP             | 11/06/2011        | --           |
| 2015–2019                     | Rafael Eduardo González Molina | PP             | 13/06/2015        | --           |
| 2019-2023                     | Rafael Eduardo González Molina | PP             | 15/06/2019        | --           |
| Des de 2023                   | n/d                            | n/d            | 17/06/2023        | --           |
| Fonts: Generalitat Valenciana |                                |                |                   |              |

## Llocs d'interés i monuments
- Església de Sant Joan Baptista.

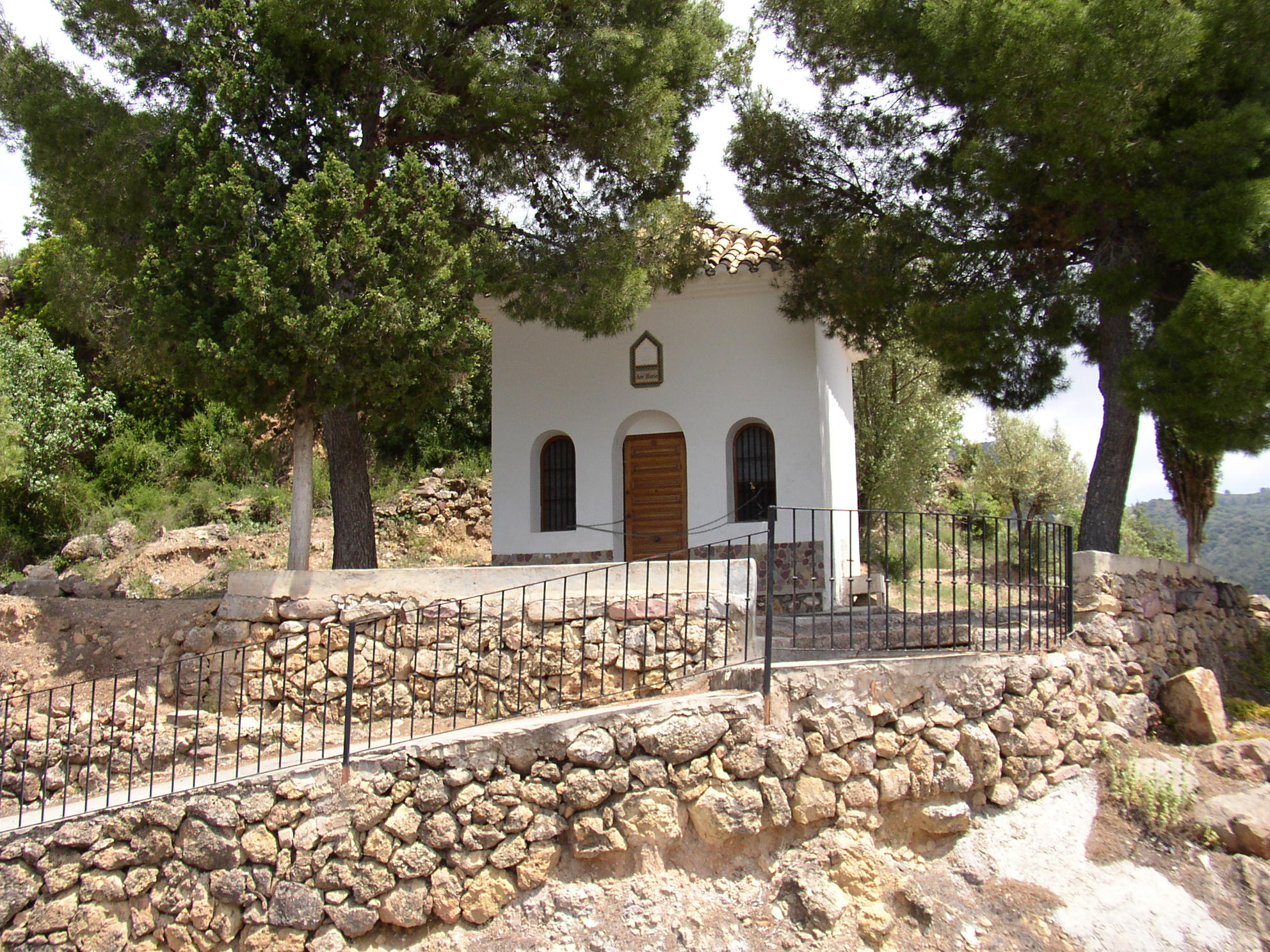
Ermita

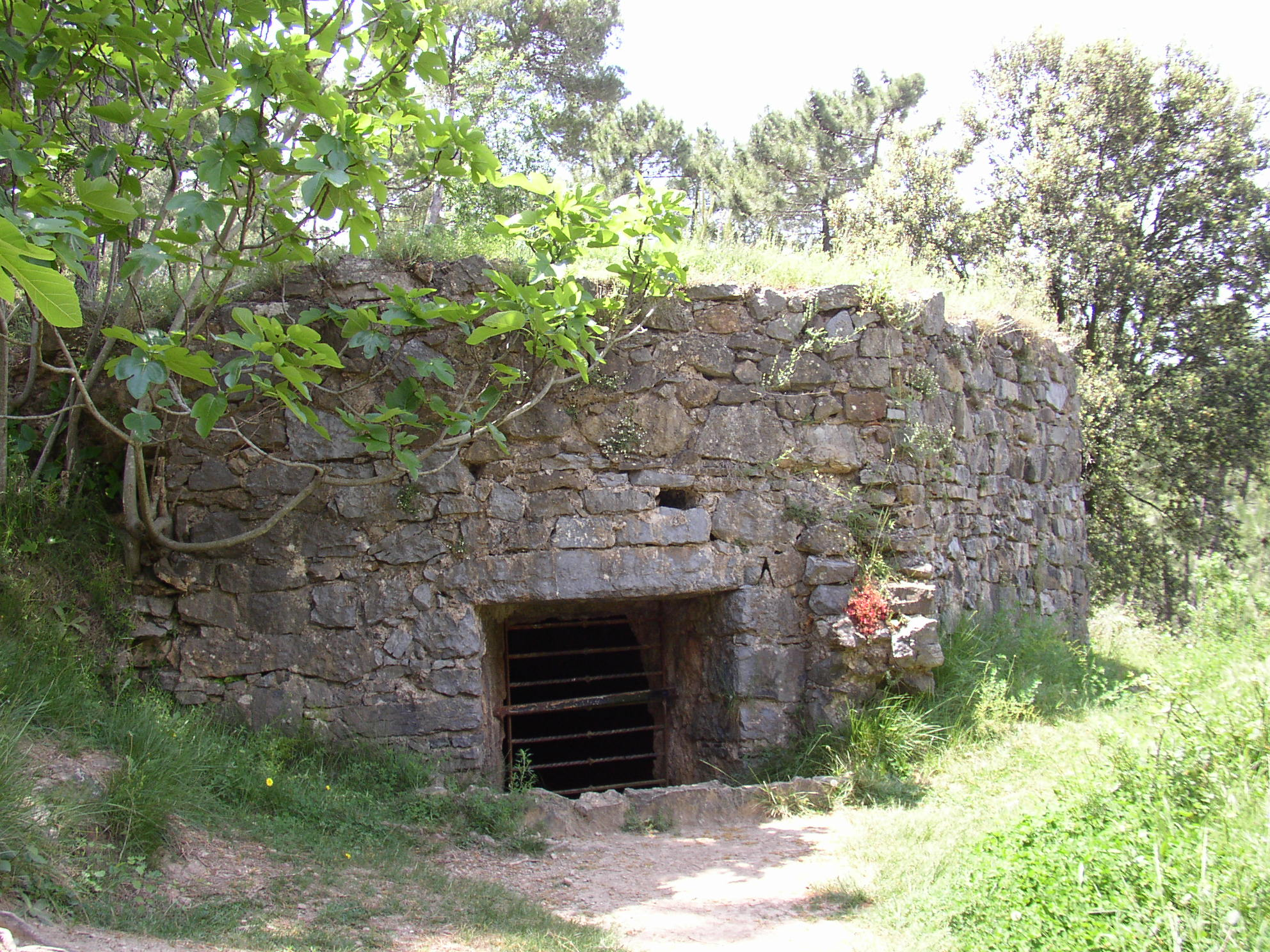
La Nevera

- Ermita de la Cova Santa, en la partida de la Solana, enfront del poble.
- Inscripció romana. A uns 200 m de la Font de la Calçada, sobre un ixent de pedra Riva d'uns 3 m d'altura. La seua traducció és: Camí Privat de Marc Baebi Severí.
- Castell d'Almonesir. Edifici d'interés arquitectònic.
- La Torre de l'Alfàndiga. Esta torre pertany al sistema de vigilància del pròxim castell d'Almonesir, i és de planta quadrada. En la seua estructura s'aprecien restes d'antigues finestres, disposant d'un accés principal. No té, en canvi, una coberta superior.
- Pont de l'Alfàndiga. De 7 ulls, que servia per a conduir l'aigua de reg d'un costat del barranc a l'altre.
- Pont de la Basa del Molí. Pont de dos ulls en les proximitats de la Basa del Molí.
- Pont de Donace. Pont d'un ull.
- La nevera era una antiga nevera utilitzada per a emmagatzemar la neu caiguda durant l'hivern amb l'objectiu de comercialitzar-la en la pròxima ciutat de València
- Carcavó. Passadís pel qual es canalitzaven les aigües de la pluja que anaven a parar a la basa de reg que actualment és la Plaça de la Font.
- Restes de la Guerra Civil. Al municipi hi ha nombroses restes de la Guerra Civil espanyola, com ara trinxeres, parapets, nius de metralladores, que pertanyien al sistema defensiu de la Línia XYZ.

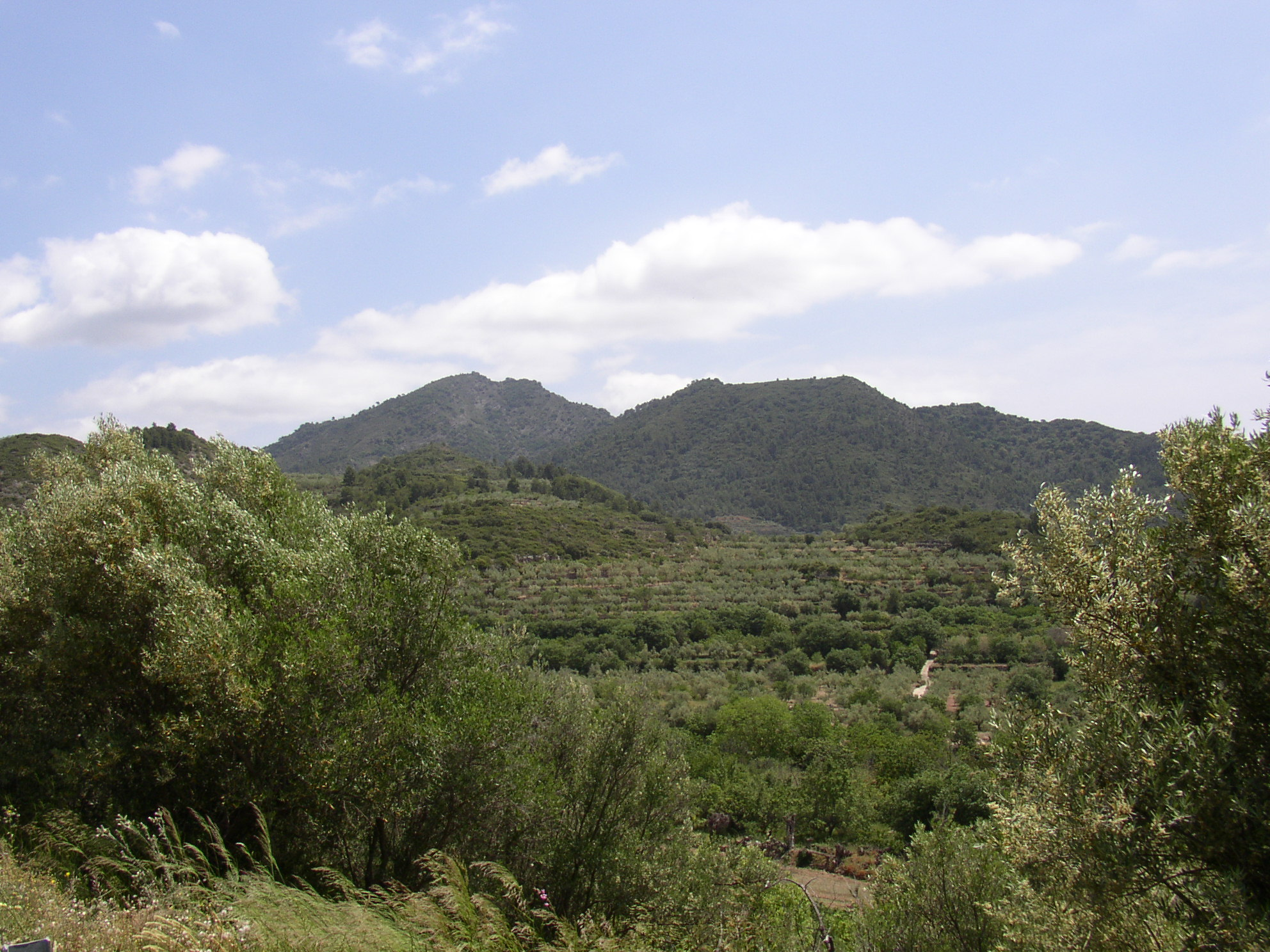
Serra d'Espadà

- Ombria de Villar. Microrreserva de flora.
- Parc de Donace.
- Fonts d'Alcodorí. Naix en la vessant del Pic de la Ràpita a una altura de 800 m. En ella brolla una aigua de qualitat immillorable.
- Alt de la Nevera. Construcció de morter del segle xvii aproximadament, d'estructura redona amb volta recentment restaurada. Segons la llegenda, esta nevera servia per a emmagatzemar la neu, que traslladaven després a les grans ciutats per a després ser utilitzada en usos gastronòmics i medicinals.
- Cova de l'Estuc. Cavitat visitable entre el paratge de la Font de la Calçada i el Pic Espadà. Té una profunditat de 20 m. Dins hi ha una gran sala d'estalagmites i estalactites una d'elles de 14 m, i amb una xicoteta sala denominada Sagristia, de difícil accessibilitat. S'arriba a esta cova pel camí del Pic Espadà.
- Fonts de la Calçada, a 4 km de la població, en el paratge del mateix nom amb abundant aigua i de bona qualitat. S'ha condicionat el lloc amb una zona d'acampada amb servicis, paellers, espais d'ombra i fàcil accés.
- Font de la Parra. Es troba al mateix peu del Pic Espadà, rodejada de sureres i d'una gran massa forestal.
- Font Donace. Ubicada en el nucli urbà, abastix altres dos fonts públiques. Està enclavada en el complex poliesportiu municipal, que al seu torn està proveït de piscines, frontó, camp de tenis, restaurant, paellers públics i una gran pinnada amb parc infantil.
- Pic d'Espadà. Amb una altitud d'1.083 m, és un punt on es pot contemplar la totalitat de la Serra d'Espadà i diverses zones de la província. La seua ascensió resulta fàcil, perquè la carretera arriba fins a la seua falda.